# The Tonight Show Starring Johnny Carson

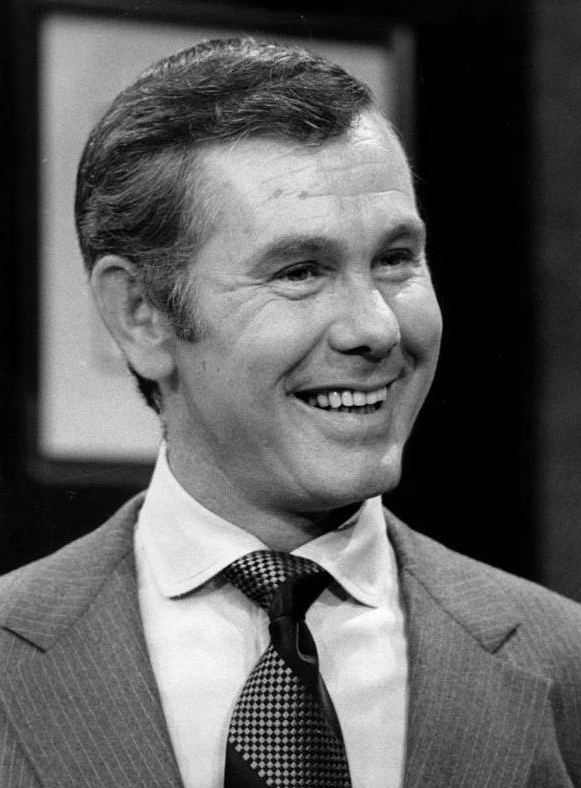
Johnny Carson v roce 1970

The Tonight Show Starring Johnny Carson je název televizní talk show, kterou uváděl americký bavič a komik Johnny Carson v letech 1962–1992. Během prvních deseti let byl tento pořad natáčen v New Yorku, v květnu 1972 pak došlo k přesunu natáčení do studia vysílací společnosti NBC, nacházejícího se v kalifornském městě Burbank. Mezi první hosty Johnnyho Carsona patřily známé osobnosti z politického dění, např. Robert Kennedy nebo Hubert Humphrey. Po přesunu natáčení do Kalifornie se však v pořadu začaly objevovat spíše osobnosti pohybující se v prostředí hollywoodského filmu. V Carsonově talk-show se ale příležitostně objevily i známé osobnosti vědy či kultury, např. Carl Sagan, Paul Ehrlich, Margaret Meadová, Gore Vidal, Shana Alexander nebo Madalyn Murray O'Hair. Za dobu existence pořadu bylo celkově natočeno 2044 dílů.